# Orthoperus arizonicus
Orthoperus arizonicus är en skalbaggsart som beskrevs av Thomas Casey 1900. Orthoperus arizonicus ingår i släktet Orthoperus och familjen punktbaggar. Inga underarter finns listade i Catalogue of Life.